# Az utolsó kapcsolatfelvétel
Az utolsó kapcsolatfelvétel (Last Contact) Stephen Baxter science fiction novellája, amelyet 2008-ban Hugo-díjra jelöltek. A mű magyarul a Galaktika 224. számában jelent meg, 2008 novemberében.

## Cselekménye
|  | Alább a cselekmény részletei következnek! |

A történet a világegyetem utolsó hét hónapját meséli el három epizódban. Maureen, az Oxford közelében élő idős hölgy és lánya, az asztrofizikus Caitlin a Föld összes lakójával együtt megtudja, hogy a Nagy Szétszakadás (a Big Rip) nem ötvenmilliárd év múlva fog bekövetkezni: a sötét energia néhány hónapon belül szétfeszíti a világegyetemet. A galaxishalmazok már szétszóródtak, aztán eltünedeznek az égről a csillagok, az utolsó percekben pedig elszáguld a Nap is, sötétségbe borul a Föld, végül a szétszakadás elér a legelemibb, szubatomi szintekre is, megsemmisítve a világegyetem teljes szerkezetét.
Az utolsó időkben váratlanul özönleni kezdenek az üzenetek különböző idegen civilizációktól, amelyeket senki sem tud megfejteni. Maureennek van egy elmélete, amit életük utolsó pillanatában még megoszt lányával, akivel egymást átölelve mennek a mindenség végső pusztulásába (a novella angol címe, a Last Contact erre is utal): az idegenek istenhozzádot mondtak nekünk.